# Sindrome TINU
La sindrome TINU (acronimo in lingua inglese Tubulo Interstitial Nephritis and Uveitis) è una malattia autoimmune caratterizzata dalla presenza simultanea di nefrite tubulo-interstiziale e uveite. Si ritrova spesso associata a spondiloartriti sieronegative.

## Epidemiologia
Ne sono noti circa 202 casi.

## Terapia
La terapia si basa sugli steroidi.